# Naturschutzgebiet Mattheiser Wald

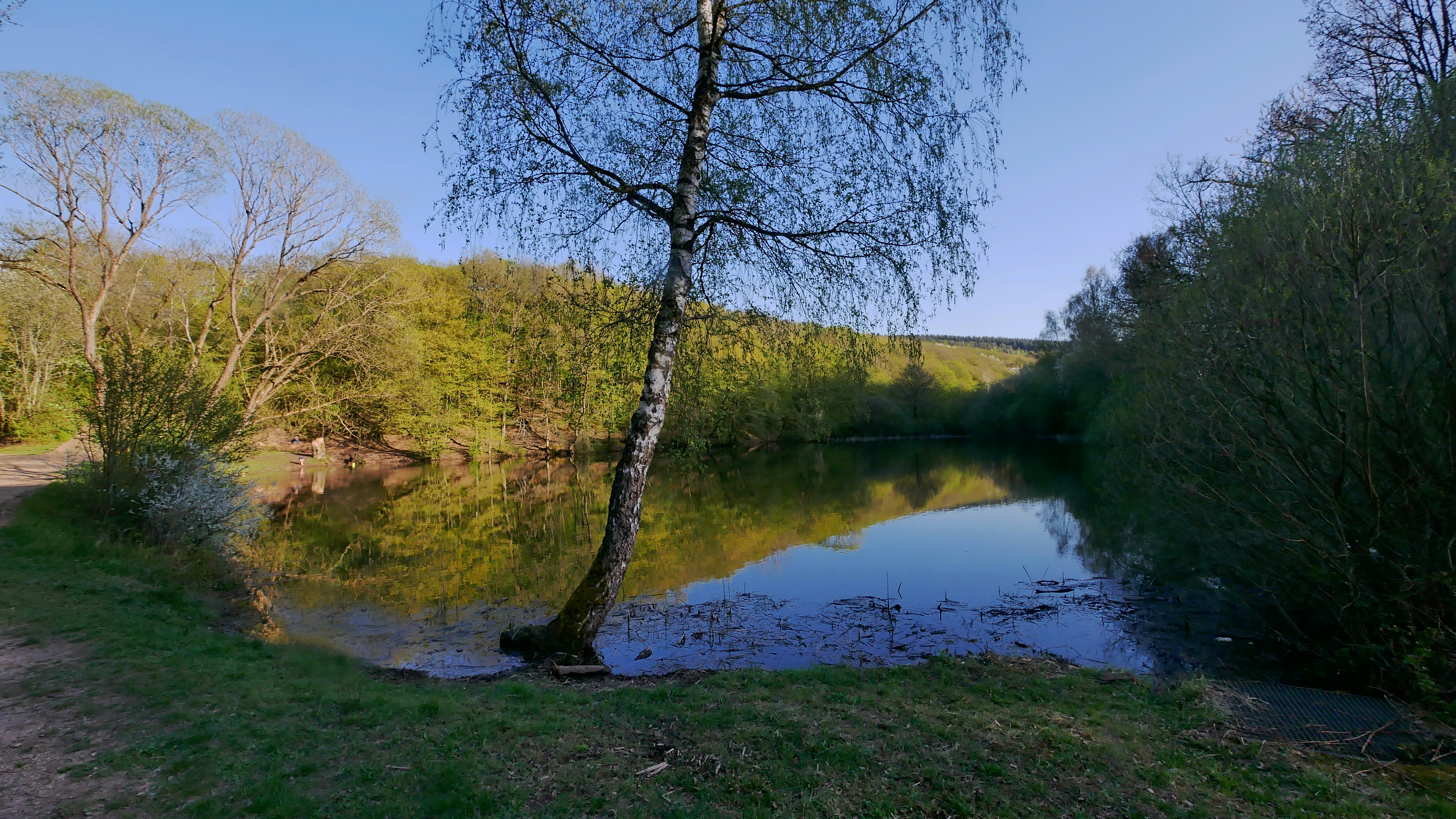
Pfahlweiher

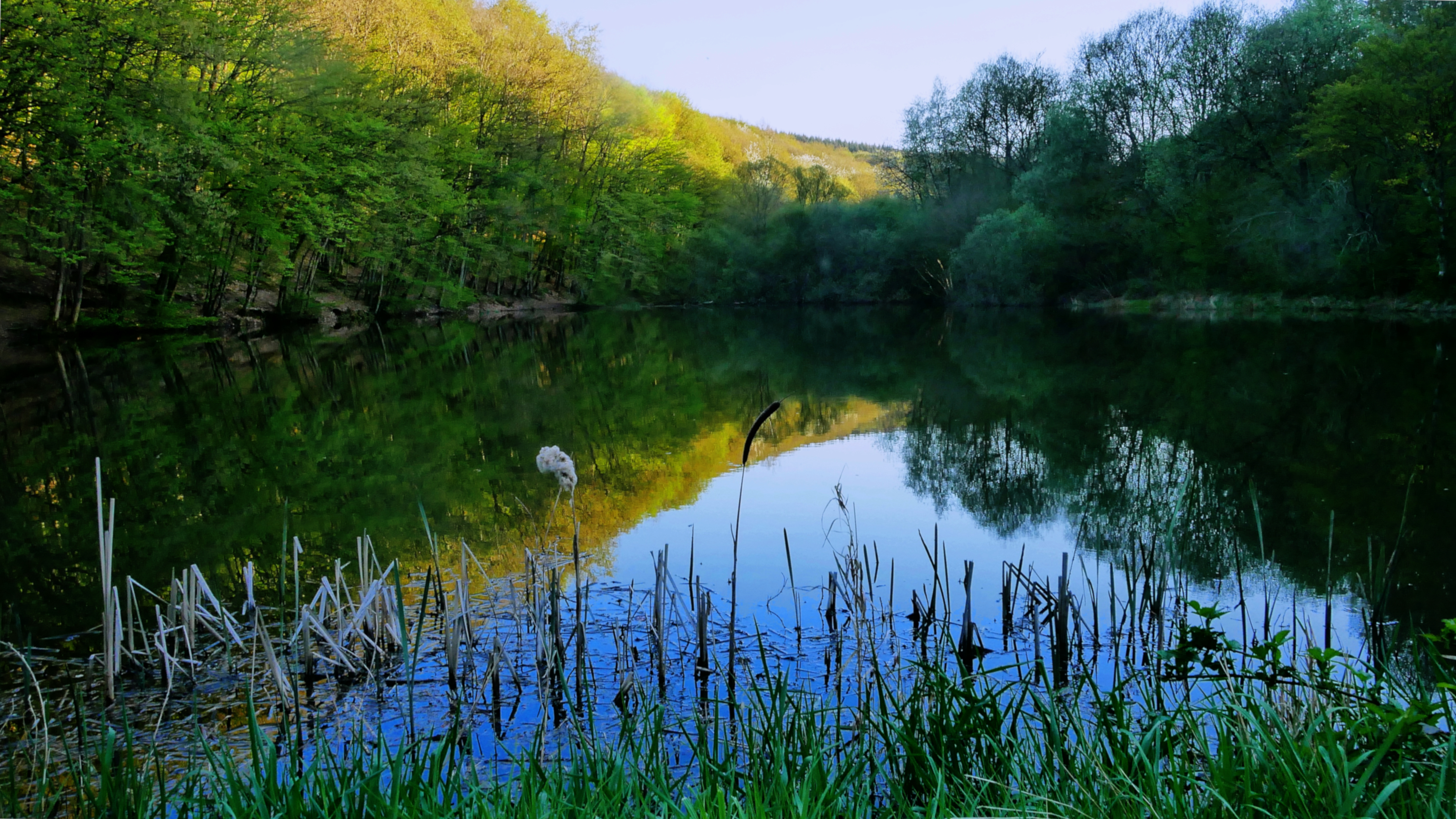
Angelweiher oder oberer Pfahlweiher

Der Mattheiser Wald ist ein Naturschutz- und Fauna Flora Habitat (FFH)-Gebiet. Er liegt im südöstlichen Bereich des Stadtgebiets der Stadt Trier und umfasst den größten Teil des ehemaligen Truppenübungsplatzes.

## Geschichte
Das Waldgebiet befand sich ursprünglich in der Grundherrschaft der nahegelegenen Abtei St. Eucharius - St. Matthias. Nach der Säkularisation wurde der Wald immer wieder als Militärübungsplatz genutzt, zuletzt durch das französische Militär. Mitten in diesem Wald befand sich während des Kalten Krieges das „Sonderwaffenlager Mattheiser Wald“ unter französischer Bewachung.
Das Gebiet des heutigen Naturschutzgebietes umfasst den größten Teil des Übungsgeländes der ehemaligen (ab 1938) Kaserne Feyen, später auch Castelnau-Kaserne genannt. Damit war es für etwa 60 Jahre nicht oder nur eingeschränkt öffentlich zugänglich und wurde auch forstwirtschaftlich kaum genutzt. Nach dem Abzug des französischen Militärs im Jahr 1999 wurde neben den Kasernen auch die Fläche des Übungsplatzes als Konversionsgelände frei und die Diskussion zur weiteren Nutzung dieses Geländes begann.
Im Jahre 2001 wurde von der SGD-Nord für die Ausweisung des Waldes zum Naturschutzgebiet eine mündliche Zusage gegeben. Im Oktober 2002 kam die schriftliche Bestätigung, dass sie „beabsichtigt, den Bereich des ehemaligen französischen Truppenübungsplatz im Mattheiser Wald förmlich als Naturschutzgebiet auszuweisen.“ Demnach soll das geschützte Gebiet ca. 501 Hektar umfassen. Im August 2003 wurde von der Stadt Trier und dem Bundesland Rheinland-Pfalz (SGD Nord) der Mattheiser Wald mit 447 Hektar Fläche unter Naturschutz gestellt. Seit Mitte 2004 weist die Stadt Trier das Gebiet als von der EU anerkanntes Fauna-Flora-Habitat (FFH) aus. Damit ist es auch Teil von Natura 2000, dem europäischen ökologischen Netz.
Im Mai 2004 wurde ein Förderverein gegründet, um Informations- und Aufklärungsarbeit über die Pflanzen- und Tierwelt im größten Trierer Naturschutzgebiet zu leisten. Dieser erreichte, dass etwa 450 Hektar und damit der größte Teil des ehemaligen militärischen Übungsareals nach dem Abzug der französischen Streitkräfte zunächst als Naturschutzgebiet und dann im Jahr 2005 auch als Fauna Flora Habitat (FFH) ausgewiesen wurden. Er engagierte sich auch gegen den Plan direkt neben dem Naturschutzgebiet ein Handwerkerpark genanntes Gewerbegebiet anzusiedeln. Nachdem diese Ziele erreicht wurden, löste sich der Verein folgerichtig im Jahr 2008 wieder auf.

## Lage und Schutzzwecke
Der Mattheiser Wald ist ein großer altholztreicher Eichen-Hainbuchenmischwald und liegt im Süden der Stadt Trier. Er umfasst das Tal des Aulbachs sowie bis zum Kandelbach die südöstlich daran angrenzenden Hänge und Hügel. An vielen Stellen sind noch Überreste der militärischen Nutzung in Form von Schießstellen, Übungsparcouren und Panzerstraßen sichtbar. Durch die militärische Nutzung und die damit einhergehende Bodenverdichtung sind Freiflächen, Tümpel und vegetationsarme Bereiche entstanden. Das Gebiet umfasst vielfältige Biotopstrukturen, die einen Lebensraum für viele, auch seltene Tier- und Pflanzenarten bieten. Hierzu zählen die Gelbbauchunke, welche die Tümpel als Laichbiotope nutzt, verschiedene Fledermausarten, die hier Quartiere und Jagdbiotope vorfinden sowie Kamm-Molch, Schlingnatter, Wildkatze, Schwarz- und Mittelspecht, Schwalbenschwanz, Bockkäfer, Buntes Vergissmeinnicht (Myosotis discolor) und Trespen-Federschwingel (Vulpia bromoides).
Die meisten Feuchtbiotope befinden sich auf baumfreien Flächen, die ehemals durch Militärmanöver entstanden sind. Um nicht wieder zuzuwachsen, werden sie mit Schafen und Ziegen beweidet und wenn nötig auch mit schwerem Gerät freigehalten. Um die Bereiche des Mittelwalds, wie sie früher typischerweise für die Gewinnung von Lohe genutzt wurden, als solchen zu erhalten werden die Bäume dort etwa alle 10 Jahre auf den Stock zurückgeschnitten, wobei einzelne Altbäume erhalten bleiben.

## Nutzung als Naherholungsgebiet
Seit dem Abzug der Militärs ist das Gebiet insbesondere für die angrenzenden Stadtteile zu einem beliebten Naherholungsgebiet geworden, was zwangsläufig Nutzungskonflikte mit dem Naturschutz mit sich bringt. So dürfen Hunde nur an der Leine mitgenommen werden, Drohnen und andere Modellflug- und Fahrzeuge sind verboten, Mountainbiker und Reiter müssen Wege benutzen, Geocaches dürfen nur direkt an Wegen angelegt werden etc.